# جورج دينت
جورج دينت (بالإنجليزية: George Dent)‏ (و. 1756 – 1813 م) هو سياسي، وقاضي، وضابط أمريكي، ولد في مقاطعة تشارلز (ماريلاند)، توفي في أوغستا، جورجيا، عن عمر يناهز 57 عاماً.

## مناصب
تولى منصب عضو مجلس النواب الأمريكي
.